# Molí del Castell (Avià)
El Molí del Castell és un edifici del municipi d'Avià inclòs en l'Inventari del Patrimoni Arquitectònic de Catalunya que antigament havia fet la funció de molí fariner. Al mateix temps, també és una entitat de població d'Avià amb 56 habitants (2014). Es troba al nord del terme municipal, molt a prop del polígon industrial de la Valldan, des d'on s'hi pot accedir, per la rotonda de la C-26 agafant la carretera BV-4135 en direcció sud.

## Descripció
El molí del castell és una de les construccions més destacades de la localitat. Està envoltat per unes grans porxades de dos pisos cobertes a una sola vessant amb teula àrab. Si mirem a llevant, es poden observar dues balconades de fusta amb ràfecs de teula àrab. A ponent, en canvi, hi ha un portal que dona accés al pati d'entrada. El parament és a base de carreus de pedra sense treballar, de diverses mides unides amb morter. A l'altre cantó de la riera hi queden restes de l'antic molí enderrocat.

## Història
La tradicional activitat agrícola del municipi va fer necessària l'existència de molins fariners. Dins el terme hi trobem també el Molí de casa en Cots, el Molí de Bellús i el Molí de la Riereta. Al Molí del Castell antigament hi vivia un senyor feudal. Modernament, però, hi vivien uns masovers. No es conserva documentació relativa als seus orígens. En l'actualitat, l'edifici acull un magatzem de comerç de roba de vestir i de la llar.